# Звучна заднонебна приблизителна съгласна
Звучната заднонебна приблизителна съгласна е вид съгласен звук, използван в някои говорими езици. В Международната фонетична азбука той се отбелязва със символа ɹ. Има далечно сходство с българския звук, обозначаван с „р“, но учленяван без трептене на езика, който е изнесен далеч назад.
Звучната заднонебна приблизителна съгласна се използва в езици като ирландски (naoi, [n̪ˠɰiː]) и корейски (의사 , [ɰisɐ]).